# Provinz Zarumilla
Die Provinz Zarumilla ist eine von drei Provinzen der Region Tumbes an der Pazifikküste von Nord-Peru. Die Provinz hat eine Fläche von 745,13 km². Beim Zensus 2017 lebten 48.844 Menschen in der Provinz. Im Jahr 1993 lag die Einwohnerzahl bei 26.754, im Jahr 2007 bei 41.054.

## Geographische Lage
Die Provinz Zarumilla grenzt im Norden an den Pazifischen Ozean, im Westen an die Provinz Tumbes, im Süden und Osten an Ecuador.

## Verwaltungsgliederung
Die Provinz Zarumilla gliedert sich in vier Distrikte (Distritos). Der Distrikt Zarumilla ist Sitz der Provinzverwaltung.
| Distrikt     | Verwaltungssitz |
| ------------ | --------------- |
| Aguas Verdes | Aguas Verdes    |
| Matapalo     | Matapalo        |
| Papayal      | Papayal         |
| Zarumilla    | Zarumilla       |